# Lars Berger
Lars Berger (n. 1 mai 1979, Comuna Levanger, Nord-Trøndelag, Norvegia) este un biatlonist ce a reprezentat Norvegia, medaliat olimpic. A participat la o ediție a Jocurilor Olimpice (2010) în care a câștigat o medalie de argint.